# 쿠르치오 말라파르테
쿠르치오 말라파르테(Curzio Malaparte, 이탈리아어 발음: [ˈkurtsjo malaˈparte], 1898년 6월 9일 ~ 1957년 7월 19일)는 이탈리아의 작가, 영화 제작자, 종군 기자이자 외교관이다. 본명은 쿠르트 에리히 주케르트(Kurt Erich Suckert)이다. 제2차 세계 대전의 동부 전선을 소재로 한 《망가진 세계》(Kaputt, 1944)와 전후 나폴리를 배경으로 한 《피부》(La pelle, 1949) 두 저서로 알려져 있다.
말라파르테는 잡지 《900》을 통해 베니토 무솔리니와 이탈리아 파시즘의 부상을 지지했던 인물 중 하나였으나, 국가 파시스트당과 그의 관계는 복잡했다. 1933년에 당원권을 박탈당하고 에올리에 제도 리파리(Lipari) 섬에 유배되었으나 1938년 무솔리니의 사위였던 갈레아초 치아노와의 인맥으로 석방되었다, 그 후 1938년부터 1943년까지 거듭 투옥되고 석방되며 동부 전선에 종군 기자로 파견되기도 했다. 이 기간 중 카프리섬에 가택 연금된 말라파르테는 거기에서 카사 말라파르테(Casa Malaparte)라는 주택을 짓고 살았다. 이 주택은 영화 《경멸》의 촬영지로 쓰였다. 종전 이후에는 영화 제작자가 되었으며 팔미로 톨리아티의 이탈리아 공산당과 로마 가톨릭교회에 관심을 가졌다.

## 주요 저서
- Technique du coup d'etat (1931). 쿠르치오 말라파르테 (2014). 《쿠데타의 기술》. 번역 이성근; 정기인. 이책. ISBN 9791195072538.
- Kaputt (1944). 쿠르초 말라파르테 (2013). 《망가진 세계》. 번역 이광일. 문학동네. ISBN 9788954622134.
- La Pelle (1949)

## 같이 보기
- 루이페르디낭 셀린
- 갈레아초 치아노
- 카밀로 호세 셀라